# Petit Gandak
Petit Gandak és un riu de Nepal i l'Índia. Neix a les muntanyes del baix Nepal per entrar tot seguit a Uttar Pradesh a l'oest del Gran Gandak. Allí s'uneix al riu Gogra prop de la frontera de Bihar. Era un riu poc cabalós excepte en temps de pluja, no excedint generalment de 18 metres d'amplada.